# Райнікендорф (округ)
Ра́йникендорф (нім. Reinickendorf) - 12 адміністративний округ Берліна заснований у 2001р. Назва округу походить від села Райнікен, що колись тут було. Після 1945 року район Райнікендорф належав французькому сектору Берліна аж до возз’єднання Західного та Східного Берліна 3 жовтня 1990р.

## Географія
Округ Райникендор знаходиться у північно-західній частині Берліна. У південно-західній частині Райнікендорф межує з округом Шпандау,на півдні з округом Шарлоттенбург-Вільмерсдорф, у південно-східній частині з округом Мітте та на сході з округом Панков.Вся північна частина округу межує з Бранденбурзьким районом Оберхафель. До округу Райнікендорф входять 10 районів: 
| Район            | Населення 30 червня 2011 | Площа, км² |
| ---------------- | ------------------------ | ---------- |
| Райнікендорф     | 74.380                   | 10,5       |
| Тегель           | 34.206                   | 33,7       |
| Конрадсхьое      | 5.884                    |            |
| Хайлігензее      | 17.643                   | 10,7       |
| Фронау           | 16.586                   | 7,8        |
| Хермсдорф        | 16.170                   | 6,1        |
| Вайдманнслуст    | 9.720                    | 2,3        |
| Любарс           | 4.821                    | 5,0        |
| Віттенау         | 28.828                   | 8,0        |
| Меркішес-Фіртель | 34.735                   | 3,2        |